# Drosophila curvitibia
Drosophila curvitibia är en tvåvingeart som beskrevs av Elmo Hardy 1965. Drosophila curvitibia ingår i släktet Drosophila och familjen daggflugor.
Artens utbredningsområde är Hawaii.